# Sandbergprijs
De Sandbergprijs was een prijs voor beeldende kunst, die tussen 1985 en 2002 jaarlijks werd uitgereikt door het Amsterdams Fonds voor de Kunst. De prijs is genoemd naar Willem Sandberg, grafisch ontwerper en voormalig directeur van het Stedelijk Museum.
Sinds 2003 is de Sandbergprijs afgeschaft en opgenomen in de nieuwe Amsterdamprijs.

## Winnaars
- 1985: Toon Verhoef
- 1986: Thom Puckey
- 1987: Stanley Brouwn
- 1988: René Daniëls
- 1989: Marlene Dumas
- 1990: Kees Smits
- 1991: Adam Colton
- 1992: Pieter Holstein
- 1993: Philip Akkerman
- 1994: Jos Kruit
- 1995: Moniek Toebosch
- 1996: Ritsaert ten Cate
- 1997: Aernout Mik
- 1998: Jan Roeland
- 1999: Rob Birza
- 2000: Job Koelewijn
- 2001: Helen Frik
- 2002: Roy Villevoye